# Synclysmus
Synclysmus là một chi bướm đêm thuộc họ Geometridae.